# Yellow Cake – Die Lüge von der sauberen Energie

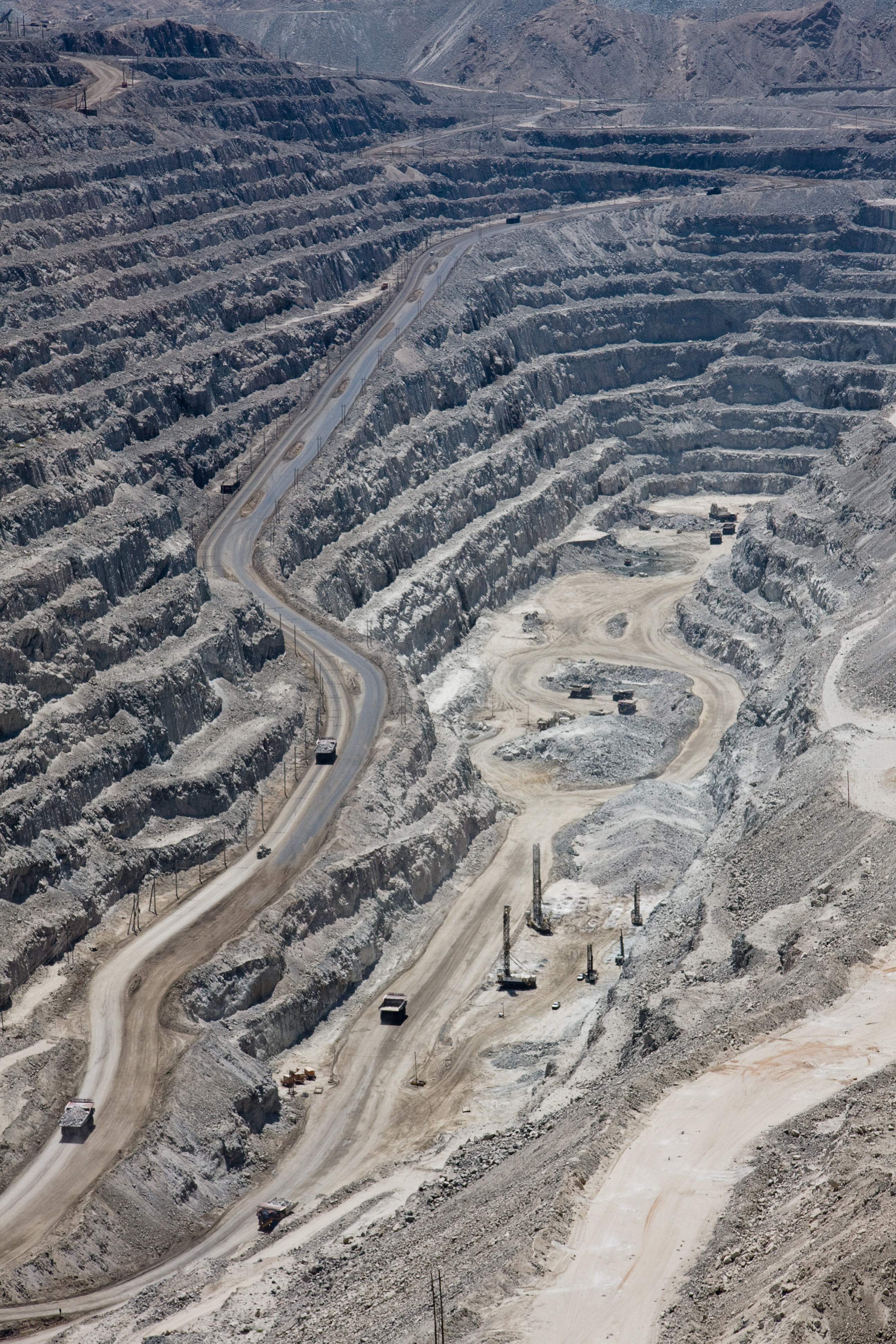
Rössing-Mine bei Swakopmund, Namibia (2009)

Yellow Cake – Die Lüge von der sauberen Energie ist ein deutscher Dokumentarfilm von Joachim Tschirner aus dem Jahr 2010. Der Film thematisiert die Folgen des Uran-Abbaus anhand der ehemaligen Abbaugebiete in Thüringen und Sachsen sowie der großen Uran-Minen in Namibia, Australien und Kanada. Die Erstausstrahlung des Films war am 14. Februar 2012 auf Arte.

## Inhalt
Bis zur Wiedervereinigung befand sich in Sachsen und Thüringen das drittgrößte Uranerzbergbaugebiet der Welt. Unter dem Decknamen Deutsch-Sowjetische Aktiengesellschaft Wismut wurden insgesamt 220.000 Tonnen Uran in die Sowjetunion geliefert. Nur 0,01 Prozent des Erzes, der sogenannte Yellowcake, wurde dort zu Uran verarbeitet. Der Rest waren unbrauchbare, aber giftige und radioaktive Rückstände. Die Entsorgung dieser Abfälle ist bis heute ein ungelöstes Problem und verursacht enorme Kosten.
Von Deutschland führt der Film in die Namib. Seit 1976 wird hier in der Rössing-Mine Uran abgebaut, das nach Asien, Amerika und Europa geliefert wird. Als Überreste verbleiben radioaktive Halden und belasteter Feinstaub, der in die Wüste, aber auch nach Swakopmund geweht wird.
In Australien, im Gebiet der Aborigines, besucht der Regisseur einen Landeigentümer. Durch den Verkauf seines Grundstücks für den Uranabbau könnte er großen Reichtum erlangen. Doch er widersetzt sich, da er, wie er sagt, Geld nicht essen kann und die Zerstörung der Umwelt nicht wieder gutzumachen wäre.

## Hintergrund
Tschirner drehte seine Langzeitdokumentation von 2004 bis 2010 und erhielt dabei Unterstützung von der Um Welt Film Produktionsgesellschaft mbH. Der Film entstand zudem in Koproduktion mit November Film, Arte, RBB, MDR und wurde durch den Beauftragten der Bundesregierung für Kultur und Medien (BKM), die DEFA-Stiftung, die Wismut GmbH, das Thüringer Kultusministerium, die Mitteldeutsche Medienförderung, die Filmförderungsanstalt (FFA) sowie das Medienboard Berlin-Brandenburg gefördert.

## Rezeption
Im Oktober 2010 gewann der Film beim Atlantis Filmfest in Wiesbaden den Preis für den besten Dokumentarfilm. In der Laudatio heißt es, der Film widme sich „ganz unprätentiös, beinah sperrig einem Thema“, das „kaum brisanter sein könnte“. Er entreiße „dem Geflecht der Geheimhaltung und der Desinformation viele Aspekte“ und zerre „sie ans Licht“. Der Film beziehe „klar Position“, lasse dem Zuschauer aber auch Raum und gebe ihm die Chance, „eigene Zusammenhänge herzustellen“.
Die Deutsche Film- und Medienbewertung (FBW) verlieh dem Film das Prädikat „wertvoll“ und meinte, selbst für den „thematisch doch sehr vielschichtigen und opulenten deutschen Dokumentarfilm“ stelle der Film „durch seinen prinzipiellen und konsequenten globalen Erzählwillen, durch den hohen aufklärerische Impetus, sein Problembewusstsein und die Intensität der Spurensuche in der strahlenden Vergangenheit, Gegenwart und Zukunft“ einen „bemerkenswerten Sonderfall“ dar. Kritisiert wurde jedoch die Haltung der Filmemacher, „möglichst viele komplexe Bezüge offen zu legen“, was „an manchen Stellen zu Überdeutlichkeiten“ führen würde.

## Veröffentlichung
Der Film befindet sich im Eigenverleih und wurde daher nur in ausgewählten Kinos gezeigt, deren Veranstaltungen oftmals von Anti-Atom-Gruppen organisiert wurden.